# 森塞特 (路易斯安那州)
森塞特（英語：Sunset），是美国路易斯安那州下属的一座城市。根据2010年美国人口普查，该市有人口2,897人。建置上，属于“town”。